# Lois Craffonara
Lois Craffonara (* 27. März 1940 in Zwischenwasser) ist ein ladinischer Philologe und Historiker aus Südtirol. 

## Biographie
Craffonara studierte von 1960 bis 1964 in Brixen, London und Innsbruck Theologie, von 1964 bis 1968 an der Universität Padua Philologie. Anschließend arbeitete er eine Zeit lang als Lehrer. 1972 schloss er sein Studium in Padua mit der Arbeit Le parlate di San Vigilio di Marebbe, di San Martino e La Villa in Val Badia ab.
Von 1977 bis 1992 war Craffonara Direktor des Istitut Ladin „Micurá de Rü“. Er gründete die Lehrerzeitschrift Lingaz y cultura und das ladinistische Periodikum Ladinia – Sföi culturâl dai ladins dles Dolomites, das er 25 Jahre lang als Redakteur betreute. Seit 1998 ist der mehrfach ausgezeichnete Craffonara, unter anderem Träger des Ehrenzeichens des Landes Tirol, als wissenschaftlicher Berater des Museum Ladin auf Schloss Thurn tätig.

## Publikationen (Auswahl)
- Die Dolomitenladiner. Istitut Ladin Micurá de Rü, 1987.
- Flus leterares dl Grijun y dl Friúl. Poesies tla traduziun de Lois Craffonara. Museum Ladin Ćiastel de Tor, 2003.
- Jì en Jeunn. Die Wallfahrt der Gadertaler Pfarreien nach Säben – Geschichte und Mythos. Museum Ladin Ćiastel de Tor, 2006.
- Catarina Lanz. Das Mädchen von Spinges. Museum Ladin Ćiastel de Tor, 2015 (mit Helga Dorsch).